# كيث لونغ
كيث لونغ (بالإنجليزية: Keith Long)‏ (14 نوفمبر 1973 بدبلن في جمهورية أيرلندا - ) هو لاعب كرة قدم أيرلندي في مركز الدفاع. لعب مع باتريك أتلتيك وستوك سيتي ونادي دوندالك وBray Wanderers F.C. ‏.

## وصلات خارجية
- كيث لونغ على موقع قاعدة بيانات كرة القدم.إي يو (الإنجليزية)